# Denver, the Last Dinosaur
Denver, o Dinossauro (lit. Denver, o último dinossauro) foi um desenho animado da década de 1980, criado por Peter Keefe e produzido pela World Events Productions. 
Foi distribuído em todo o país nos Estados Unidos em 1988, com reprises no ar até 1990. No show, um dinossauro choca de um ovo petrificado nos tempos modernos e faz amizade com um grupo de adolescentes. Os episódios geralmente se concentram em questões de conservação, ecologia e ganância.
No Brasil, sua estreia ocorreu nas férias de julho de 1989 pelo Xou da Xuxa da Globo, mas também já foi exibido na emissora pelos programas Sessão Aventura e TV Colosso. Em Portugal, foi exibido pelo Canal 1 e pelo Canal Panda. Contava as aventuras de Denver (o dinossauro do título) e uma turma de adolescentes (Jeremy, Mario, Shades, Wally, Heather e Casey, no original) que o descobriram na Califórnia dos tempos modernos.

Um reboot em CGI que originalmente tinha o nome de Denver and Cliff estreou no M6 em 27 de agosto de 2018.  A nova série é produzida pela Zagtoon. 